# Карл Џонсон
Карл Џонсон (енгл. Carl Johnson), познатији као Си-Џеј (енгл. CJ), измишљени је лик и протагониста видео-игре Grand Theft Auto: San Andreas, петог наслова у серијалу Grand Theft Auto издавача Рокстар гејмса. Глас му је позајмљивао амерички репер Јанг Мејлеј, по чијем је изгледу и направљен лик. Карл је члан банде Гроув стрит фемилис (енгл. Grove Street Families) која се налази у фиктивном граду Лос Сантосу. 
Лик Карла Џонсона добио је похвале критичара и одлично је прошао код публике. Сматра се једним од најбољих ликова који су икада створени у видео-играма. 

## Биографија

### Пролог
Године 1987, недуго после пропасти Гроув стрит фемилиса и пет година пре почетних догађаја у игри, Карлов брат Брајан је убијен под неразјашњеним околностима, највероватније у окршају супарничких банди. Карл је био сведок Брајанове смрти, али ништа није учинио како би спасасао свог брата. Недуго након тога, Карл одлучује да напусти живот бандита и сели се у Либерти Сити. Тамо започиње посао крађе кола за Џоуија Леонеа.

### Повратак у Сан Андреас
Главни део приче започиње Карловим повратком у Лос Сантос. Враћа се због примљених вести о смрти своје мајке Беверли. Недуго након повратка, Карла заустављају полицајци Френк Тенпени, Едвард Пуласки и Џими Ернандез, иначе чланови локалне полицијски јединице Креш. Тенпени и његови сарадници преписали су Карлу убиство полицајца Ралфа Пендлберија, кога су заправо они убили како би прикрили своје незаконите активности. На тај начин су натерали Карла да ради за њих. 
Након сусрета са Крешом, Карл се враћа у Гроув стрит где се поновно састао са својим братом и сестром, Свитом Џонсоном и Кендл Џонсон, као и старим познаницима из дечачких дана, Мелвином Харисом — Биг Смоуком и Ленсом Вилсоном — Рајдером. Карл увиђа да је банда Гроув стрит фемилис изгубила доста моћи и утицаја у односу на остале локалне банде у граду, посебно Баласа, за време његовог боравка у Либерти Ситију. Одлучује да остане у Лос Сантосу како би помогао у обнављању моћи своје банде. Ради разне послове са својим пријатељима: протерују дилере дроге, прикупљају оружја и силом враћају изгубљене територије. Карл касније среће старог пријатеља Џефрија Кроса — Оу-Џи Лоука коме помаже да обнови своју музичку каријеру, тиме упропастивши каријеру познатог репера Мед Дога. Си-Џеј после упознаје Кендловог дечка Сесарa Вијалпанда, вође банде Вариос Лос Астекас.
Међутим, препород Гроув стрит фемилиса није дуго трајао. Карл заснаје да су Биг Смоук и Рајдер издали банду тако што су склопили савез са Крешом и Баласима. Истовремено је организована заседа против Свита од стране Баласа, где је и рањен. Карл стиже у последњем тренутку и спашава брату живот, али су обојица ухапшени пошто је дошла полиција. Свит је осуђен на доживотну робију док је Карла преузео Креш и оставио га на селу. После свих ових догађаја, Гроув стрит фемилис је изгубио своју моћ и утицај по други пут и накнадно је био приморан да се одрекне свих својих територија.

### Егзил, нови савези и пословне прилике
Током свог времена на селу, Карл упознаје Трута и помаже Сесаровој рођаки Каталини око локалних пљачки. Касније учествује у две дивље ауто-трке где упознаје слепог кинеско-америчког вођу банде Тријада Ву Ци Муа — Вузија. Победом у тркама Карл добија опкладу над Каталином и од ње добија гаражу у граду Сан Фијеро. Раскидају и она одлази са својим новим дечком Клаудом Спидом у Либерти Сити, иначе протагонистом игре Grand Theft Auto III. Карл са сарадницима одлази за Сан Фијеро, где успоставља илегални аутомобилски бизнис и дилершип. Карл такође ради за локалне Тријаде и постаје блиски пријатељ са Вузијем. Касније успева да уништи највећи картел дроге у Сан Андреасу, противнички Локо Синдикејт. Уз помоћ чланова Тријада и Сесара, Карл успева да се освети бившем пријатељу Рајдеру за издају тако што га је убио док је овај био на састанку са члановима Локо Синдикејта.
После пропасти Локо Синдикејта, Карла контактира један од њихових чланова Мајк Торино, који је заправо тајни владин агент. Карл почиње да ради за њега како би Торино заузврат ослободио Свита из затвора. Карл касније одлази у пустињу надомак града Лас Вентураса где похађа школу летења, краде џетпек из Области 69 за Трута и, после у Лас Вентурасу, помаже Вузију у управљању казина Фор драгон тако што планира велику пљачку супарничког казина Калигула. У граду среће и Мед Дога кога спашава од самоубиства. Касније Си-Џеј постаје Мед Догов менаџер. У међувремену Карл убија и Пуласкија, који је претходно убио Ернандеза. После неког времена, Карл са својим сарадницима и пријатељима припрема повратак у родни Лос Сантос.

### Повратак у Лос Сантос
По повратку у Лос Сантос, Си-Џеј и Тријаде заузимају Мед Догову вилу. Он успешно обнавља реперску каријеру и касније враћају његову украдену књигу с римама од Оу-Џи Лоука. Торино испуњава свој део договора и избавља Свита из затвора. Видевши свог брата после дуго времена, Карл покушава да га убеди како треба да остави гангстерски живот иза себе и посвети се бизнису. Свит љутито одбија понуду и жели да се врати у Гроув стрит без обзира на све. Наговара Карла да поново обнове њихову банду. Заједно, полако, али сигуруно, враћају стари углед Гроув стрита. Истовремено, Тенпени је оптужен за корупцију и друге незаконисте активности, али све оптужбе су касније одбачене због недостатка доказа што је узроковало вансеријске протесте и нереде по целом граду. У свом том хаосу, Карл помаже Сесару да поврати на ноге своју банду Вариос Лос Астекас. Најзад, Свит и Карл су сазнали где се крије Биг Смоук. Карл улази у његово складиште дроге, убија његове чуваре и на крају њега самог. Убрзо, наоружани Тенпени долази и неуспешно покупава да упуца Карла. Након тога следи напета јурњава између њих двојице и Свита кроз цели град док Тенпенијево возило није игузбило контролу и пало с моста тик поред Карлове куће. Карл се спремао да пуца у Тенпенија, али Свит га зауставља будући да Тенпени већ умире због повреда задобијених у несрећи и да ће пуцањем оставити трагове. Тенпенијевом смрћу више није било проблема па је тако све враћено у нормалу.
На крају игре, Мед Дог долази у Карлову кућу и обавештава све присутне да је добио златну плочу за свој нови албум. Затим следи расправа око тога да ли снагу треба усресредити на даље побољшавање банде или на ширење бизниса. Карл потом устаје и упућује се вратима. Кендл га је упитала куда је пошао, а овај одговара да иде да види шта се дешава у околини. Ту се и завршава игра.